# Carlota Pi Amorós
Carlota Pi Amorós (Barcelona, 1976) és una enginyera i empresària catalana.
Va estudiar enginyeria a la UPC. El 2010 va crear i esdevenir directora de la comercialitzadora elèctrica Holaluz amb Oriol Vila i Ferran Nogué, una empresa que va començar a cotitzar al Mercat Alternatiu Borsari (MAB) el 2019.
L'octubre del 2013 la companyia va guanyar la primera compra col·lectiva d'electricitat que va organitzar l'Organització de Consumidors i Usuaris (OCU). Aquesta fita va permetre que l'empresa passés de 2.500 a 25.000 clients en cinc setmanes. La companyia comptava el 2019 amb 180 000 clients i facturava 180 milions d'euros. Durant la seva gestió, la comercialitzadora va subscriure acords amb productors d'energia netes d'origen hidràulic, solar, biogàs o termoelèctric, i van obtenir certificats d'electricitat verda de la Comissió Nacional de l'Energia (CNE).

## Reconeixements
- Premi DonaTIC del 2016, en la categoria d'emprenedora.[4]
- 100 Most Creative People in Business por Forbes en 2016
- Premi AED al directiu de l'Any 2017,de l'Associació Espanyola de Directius (AED).[5]
- Premi Rei Jaume I a l'emprenedoria 2019.
- Premi eWoman a la Emprendeduría by PMP Prêt-à-Porter cases
- Premis Cinco Dias 2021 Directivo más innovador